# 松成博茂
松成 博茂（まつなり ひろしげ、1927年1月13日 - 2015年8月29日）は、日本の経営者。川崎汽船社長、会長を務めた。広島県出身。

## 経歴
1952年に京都大学経済学部を卒業し、同年に川崎汽船に入社。1981年6月に取締役に就任し、1982年6月に常務、1984年12月に専務を経て、1988年6月に社長に就任。1992年6月に会長に就任。
1991年11月に藍綬褒章を受章し、1997年4月に勲二等旭日重光章を受章。
2015年8月29日老衰のために死去。88歳没。